# Apocalypse Now
Apocalypse Now (bra/prt: Apocalypse Now) é um filme épico de guerra norte-americano de 1979 dirigido por Francis Ford Coppola e escrito por John Milius. Estrelado por Marlon Brando, Robert Duvall e Martin Sheen, o enredo sobre a Guerra do Vietnã segue a história de seu personagem central, o oficial das Operações Especiais do Exército dos Estados Unidos Capitão Benjamin Willard, do Comando de Assistência Militar, em uma missão para matar o renegado e presumido insano Coronel Walter E. Kurtz, das Forças Especiais. Kurtz, no passado um soldado brilhante, aparamente enlouqueceu e comanda seu próprio exército como um semideus. Análises de críticos vem discutindo se o filme é pró ou antiguerra com suas imagens de destruição da natureza, além da brutalidade sem propósito e a supremacia norte-americana; os efeitos que a guerra é capaz de causar na mente humana.
O roteiro foi originalmente concebido por Millus no final da década de 1960, através de uma ideia de mudar a história do romance Heart of Darkness de Joseph Conrad, em que Charles Marlow parte em uma busca no Estado Livre do Congo pelo desaparecido Sr. Kurtz, para a época da guerra do Vietnã. A ideia chegou até Coppola no meio da década de 1970, inicialmente ele planejava apenas produzi-lo. O cineasta assumiu a direção e decidiu fazer o filme na Manila e Filipinas em busca de baixos custos e equipamentos emprestados pelo governo local, com a distribuidora United Artists e seu estúdio Omni Zoetrope. Ao decorrer das filmagens e pós-produção o roteiro foi severamente modificado pelo diretor que o considerava problemático, inspirando-se e adicionando elementos de Dispatches de Michael Herr, a versão cinematográfica de 1965 da obra Lord Jim de Conrad, que compartilha o mesmo caráter de Marlow em Heart of Darkness, e Aguirre, der Zorn Gottes (1972) de Werner Herzog.
O filme tem sido notado pelos problemas encontrados para fazê-lo. Estes problemas foram narrados no documentário Hearts of Darkness: A Filmmaker's Apocalypse de Eleanor Coppola, que conta a história de Brando que chega no cenário acima do peso e completamente despreparado; cenários caros sendo destruídos pelo mau tempo; e seu ator principal (Sheen) sofrendo um ataque cardíaco enquanto no local. Problemas continuaram após a produção já que o lançamento foi adiado várias vezes enquanto Coppola editava milhares de vezes as sequências das filmagens. Levou cerca de três anos e meio para ser concluído e no final possuía um orçamento muito acima do estimado já que as gravações estavam muito atrasadas.
Após seu lançamento, Apocalypse Now ganhou ampla aclamação crítica e seu efeito cultural e temas filosóficos têm sido largamente discutidos desde então. Hoje é fortemente considerado como um dos melhores filmes de todos os tempos. Honrado com a Palma de Ouro no Festival de Cannes e nomeado ao Oscar de Melhor Filme e o Globo de Ouro de Melhor Filme - Drama, também foi considerado "culturalmente, historicamente ou esteticamente significante" e foi selecionado para preservação pelo National Film Registry, em 2000. Em 2001 foi lançado uma versão estendida chamada Apocalypse Now Redux, com 49 minutos de cenas inéditas e significativa reedição da versão original. Em 2002, um grupo de críticos de cinema e escritores britânicos do British Film Institute elegeram-no o melhor filme dos últimos 25 anos. Na enquete dos maiores filmes da Sight & Sound, o filme foi classificado na 14ª posição, além de aparecer na lista dos melhores filmes segundo o American Film Institute, em 2007.

## Enredo
Em 1969, durante a guerra do Vietnã, o Capitão do Exército dos Estados Unidos e veterano das Operações Especiais Benjamin Willard (Martin Sheen) está em um hotel em Saigon, aguardando por uma missão, bebendo muito e pensando sozinho sobre sua vida e casamento fracassado. Depois de uma noite particularmente ruim em que fica alucinando sobre suas missões anteriores no país, é levado à força para uma reunião informal com os oficiais da Inteligência Militar Tenente-General Corman (G. D. Spradlin), o Coronel Lucas (Harrison Ford), e um civil referido apenas como "Jerry". Os três avaliam seu passado como membro das Operações Especiais e lhe oferecem uma missão para seguir o rio Nùng em selva remota, encontrar o trapaceiro Coronel Walter E. Kurtz das Forças Especiais se infiltrando em sua tropa e matá-lo, "encerrando seu comando". Kurtz aparentemente enlouqueceu e agora comanda sua própria tropa de montanheses dentro do neutro Camboja como um semideus.

A cena e monólogo de Bill Kilgore, "... Adoro o cheiro de napalm de manhã ...", é uma das mais icônicas da história do cinema.

Ambivalente sobre a missão, Willard se junta a uma Patrulha de Barcos da Marinha comandada por "Chief" Phillips (Albert Hall) e os tripulantes Lance B. Johnson (Sam Bottoms), Jay "Chef" Hicks (Frederic Forrest), e o Sr. "Clean" (Laurence Fishburne). Eles se encontram com o Tenente-Coronel Bill Kilgore (Robert Duvall), comandante de um esquadrão de helicópteros de ataque, que inicialmente zomba deles. Kilgore faz amizade com Lance, já que ambos gostam de surfar, e concorda em acompanhá-los até a parte costeira da floresta cheia de Vietcongues no rio Nùng, devido às condições de surfe. Em meio a ataques aéreos de napalm sobre os moradores e o som de Cavalgada das Valquírias tocando sobre os alto-falantes dos helicópteros, a praia é tomada e Kilgore ordena os outros a surfarem em meio a fogo aberto. Enquanto ele comemora nostalgicamente sobre um ataque anterior, Willard reúne seus homens à Patrulha de Barcos, transportados via helicóptero, e começam a viagem rio acima. Vasculhando os arquivos de Kurtz, descobre que ele era um exemplo como oficial e possível futuro General-Chefe do Estado Maior. Mais tarde a tripulação encontra um tigre e visita um depósito de suprimentos da United Service Organizations (USO) para um fracassado show das coelhinhas da Playboy. Depois, a equipe inspeciona uma sampana civil em busca de armas, porém Clean entra em pânico e atira em todos a bordo. Willard friamente atira matando o único sobrevivente gravemente ferido para evitar qualquer atraso adicional em sua missão. A tensão surge entre ele e Phillips já que o Capitão acredita estar no comando da Patrulha de Barco, enquanto Chief prioriza outros objetivos além da missão secreta. Após alcançar o caos de um posto avançado dos Estados Unidos em uma ponte sob ataque, Willard descobre que um comandante perdido, Capitão Colby (Scott Glenn), foi enviado em uma missão anterior para matar o Coronel.
Enquanto isso, Lance e Chef estão continuamente sob o efeito de drogas. Lance em particular tinge o rosto com pinturas de camuflagem e é retido. No dia seguinte, após ler uma carta que foi entregue anteriormente a Patrulha de Barcos, abre uma granada de fumaça para se divertir, mas chama a atenção dos inimigos escondidos nas árvores e, como resultado direto, o barco é alvejado, matando Clean e deixando Chief ainda mais hostil com Willard. Emboscados novamente, por guerreiros montanheses, voltam a atacar apesar das objeções do Capitão. Eventualmente, a tripulação cessa o ataque imediatamente quando Chief é empalado com uma lança e tenta puxar Willard para sua ponta antes de morrer. Depois, o Capitão confia nos dois membros sobreviventes da tripulação a missão, que inicialmente enfurece Chef e um breve discurso segue, mas eles relutantemente concordam em continuar rio acima, onde encontram as margens cheias de corpos mutilados. Finalmente chegando ao posto avançado do Coronel, Willard vai à vila com Lance, deixando Chef para trás com ordens de chamar um bombardeamento aéreo contra a aldeia caso não retornem.
No campo, os dois soldados são atendidos por um fotojornalista americano (Dennis Hopper), um maníaco que elogia a genialidade de Kurtz. À medida que avançam, Willard e Lance veem cadáveres e cabeças cortadas espalhadas sobre o Templo que serve como alojamento do Coronel e encontram Colby, que está quase catatônico. Willard é preso e levado perante Kurtz (Marlon Brando), na escuridão do Templo, onde o ridiculariza como um garoto de recados. Enquanto isso, Chef prepara-se para chamar o ataque aéreo, mas é sequestrado. Posteriormente preso, Willard grita impotente, enquanto Kurtz derruba a cabeça decepada de Chef em seu colo. Depois de algum tempo, é libertado do composto. Kurtz disserta sobre suas teorias de guerra, humanidade e a civilização ao elogiar a crueldade e dedicação dos Vietcongues. Discute sobre seu filho e pede ao Capitão para lhe falar toda verdade caso morra. Naquela noite, enquanto os moradores cerimonialmente matam um búfalo-asiático, Willard entra na câmara do Coronel que está fazendo uma gravação em fita, e o ataca com um machete. Mortalmente ferido no chão, Kurtz sussurra suas palavras finais antes de morrer. Willard descobre obras datilografadas dos escritos do Coronel e as leva antes de sair. Desce as escadas de sua câmara e deixa sua arma cair. Os aldeões fazem o mesmo e permitem que ele pegue Lance pela mão e o leve para o barco. Os dois vão embora com as palavras finais do Coronel ecoando assustadoramente em suas mentes.

## Elenco

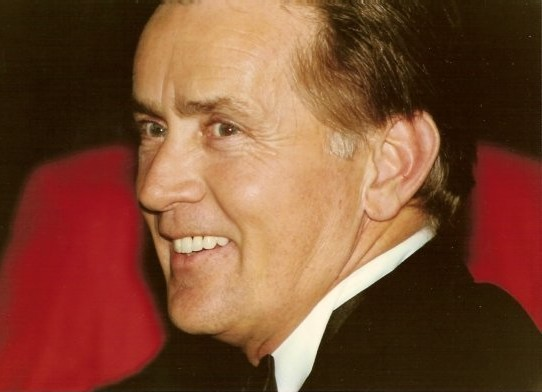
Martin Sheen interpreta Willard, o personagem central do filme.

- Martin Sheen como Capitão Benjamin Willard. Um oficial veterano do exército norte-americano membro das Operações Especiais, que vem servindo no Vietnã por três anos. O soldado que o acompanha no início do filme relata que Willard é do 505º Batalhão da elite da 173ª Brigada Aérea, atribuído ao Comando de Assistência Militar. Mais tarde é indicado que trabalhou na Inteligência/Contrainteligência (contraespionagem) para a CIA, realizando operações e assassinatos secretos. Ambas as cenas também estabelecem que trabalhou na segurança de comunicações. Uma tentativa de se reintegrar na sociedade aparentemente falhou antes do momento em que o filme se passa (em 1969), e por isso retorna às selvas devastadas pela guerra, onde parece se sentir mais em casa.
- Marlon Brando como Coronel Walter E. Kurtz. Um oficial altamente condecorado do o 5º Batalhão das Forças Especiais que aparentemente enlouqueceu. Dirige sua própria unidade militar fora do Camboja e é temido pelos militares dos Estados Unidos, assim como os norte-vietnamitas e vietcongues.
- Robert Duvall como Tenente-Coronel Bill Kilgore. Membro do 1º Batalhão, comandante do 9° Regimento de Cavalaria Aérea e fanático por surfe. É líder de um temperamento forte que ama seus homens, mas tem métodos que aparecem fora de sintonia com o cenário da guerra. Seu caráter é um composto de diversos personagens, incluindo o Coronel John B. Stockton, o General James F. Hollingsworth (destaque em The General Goes Zapping Charlie Cong de Nicholas Tomalin) e George Patton IV, outro oficial da Academia de West Point a quem Duvall já conhecia.[7]
- Frederic Forrest como Jay "Chef" Hicks. Um ex-chefe de cozinha cronicamente tenso de Nova Orleães que está horrorizado com a guerra ao seu redor.[8]
- Albert Hall como "Chief" Phillips. Chefe de um barco que ao decorrer do filme frequentemente confronta Willard e suas ordens. Tem uma relação de pai e filho com Clean.[8]
- Sam Bottoms como Lance B. Johnson. Um ex-surfista profissional da Califórnia. É conhecido por consumir LSD. Fica encantado com a tribo de vietnamitas, mesmo após participar do ritual de sacrifício.[8]
- Laurence Fishburne como Tyrone "Clean" Miller. O pretensioso tripulante de dezessete anos do barco de "Chief", nascido em South Bronx, Nova Iorque.[8][9]
- Dennis Hopper como um fotojornalista americano. Um discípulo maníaco de Kurtz, que cumprimenta Willard. De acordo com um comentário do DVD da versão Redux, o personagem é baseado em Sean Flynn, um famoso correspondente de notícias que desapareceu no Camboja em 1970. Seu diálogo segue o do "arlequim" russo na história de Conrad.[8] Quando Willard é apresentado pela primeira vez a este personagem, ele descreve seu próprio valor em relação ao de Kurtz com: "Deveria era ter sido um par de garras andrajosas / Em fuga sobre o chão de mares silenciosos", de "The Love Song of J. Alfred Prufrock".
- G. D. Spradlin como Tenente-General Corman, um oficial autoritário da Inteligência Militar (G-2) que teme Kurtz e o quer eliminado. O personagem é nomeado em homenagem ao cineasta Roger Corman.
- Jerry Ziesmer como um homem misterioso (que é coincidentemente dirigido pelo general Corman como 'Jerry'; na versão disponível em Blu-ray é mencionado como um agente da CIA chamado R.E. Moore) em traje civil que participa da reunião inicial com Willard. Sua única fala no filme é o famoso "Terminar com extremo preconceito".
- Harrison Ford como Major Lucas. Assessor de Corman e um especialista em informações gerais que dá a Willard sua missão. O nome do personagem é uma referência a George Lucas, que estava envolvido no desenvolvimento do roteiro original com Milius e era o diretor originalmente destinado a dirigir o filme. Ford também atuou como Han Solo em sua ópera espacial Star Wars. Já havia trabalhado com Coppola e Lucas em American Graffiti (1973) e The Conversation (1974).
- Scott Glenn como Capitão Richard M. Colby. Anteriormente foi-lhe atribuído a atual missão de Willard, até desertar para o exército privado de Kurtz e enviar uma mensagem para sua esposa, interceptada pelo exército, dizendo-lhe para vender tudo o que possuíam, inclusive seus filhos.
- Bill Graham como o agente e locutor responsável pela mostra das Coelhinhas.
- Cynthia Wood (Coelhinha do Ano)
- Linda (Beatty) Carpenter (Coelhinha de agosto de 1976) como a Coelhinha "Miss Agosto"
- Colleen Camp como Coelhinha "Miss Maio"
- R. Lee Ermey como piloto de helicóptero
- Francis Ford Coppola (participação especial) como um diretor de televisão filmando o combate na praia; ele grita: "Não olhe para a câmera, continue lutando!" O diretor de fotografia Vittorio Storaro interpreta o cinegrafista ao lado de Coppola.
- Charlie Sheen como um "Extra" (não creditado)

Vários atores que estavam, ou mais tarde, tornaram-se, estrelas proeminentes têm pequenos papéis no filme, incluindo Harrison Ford, G. D. Spradlin, Scott Glenn, R. Lee Ermey e Laurence Fishburne. Fishburne tinha apenas 14 anos, quando as gravações começaram em março de 1976, e mentiu sobre sua idade para conseguir um papel no elenco dizendo que tinha 16. Levou tanto tempo para ser concluído que ele tinha 17 anos — a mesma idade que seu personagem — na ápoca do lançamento.

## Adaptação e temas

### Conrad e influências
Embora inspirado em Heart of Darkness de Joseph Conrad, o filme se desvia extensivamente da obra literária de sua origem. O romance, baseado na experiência de Conrad como um capitão de barco a vapor na África, se passa no Estado Livre do Congo durante o século XIX. Os personagens Kurtz e Marlow (que no filme é nomeado Willard) trabalham numa empresa de comércio belga que brutalmente explora os seus trabalhadores nativo africanos. O Kurtz do livro escapa da civilização e da domesticidade na Inglaterra para viver como um selvagem no Congo, enquanto o do filme escapa do exército americano para se tornar um selvagem no Camboja, ambos para o exótico e o desconhecido. Viajando rio acima, os personagens encontram seu próprio domínio na selva, tornando-se um deus sem nenhuma regra da civilização. Por essa liberdade absoluta, no entanto, cada um é perseguido por um agente da sociedade que deixou para trás.
David Melbye, escritor e doutor em cinema, analisou o filme como uma "viagem do protagonista ao longo de um rio que o leva cada vez mais fundo em uma paisagem de selva onde ele finalmente confronta a verdade sombria de sua sensibilidade cultural". O protagonista desenvolve uma crescente megalomania à medida que ele se aventura mais profundamente em um ambiente selvagem onde finalmente confronta a futilidade da natureza de sua característica "ocidental". Willard deve procurar e destruir o megalomaníaco e misterioso Coronel Kurtz. Enquanto persegue o curso serpentino de um rio que o leva a fortaleza indígena no Camboja, reúne mais informações sobre a personalidade divina dele. Ele finalmente desenvolve uma admiração por sua vítima e aprecia as razões para sua deserção das Forças Armadas. O filme assume uma forma de narrativa mais convencional quando encontros militares ao longo do rio que servem apenas para desiludir Willard em sua odisseia, empurrando-o para tornar-se o herdeiro aparente do império da selva de Kurtz. O protagonista também luta contra uma paisagem que abriga uma cultura indígena.
No final de Apocalypse Now, Willard reconhece que Kurtz "dá suas ordens" da selva como se ecoasse a referência inicial do filme de sua obsessão pela selva. A paisagem se torna o reflexo externo da alma corrompida dos homens. Melbye vê alegorias com a paisagem e a selva, e nesse contexto da paisagem esses limites definitivamente humanos tornam-se a própria natureza indomável. "Willard eventualmente confronta a personificação de sua natureza sombria no clímax de violência e morte." Ele também conclui que "o público que reconhece esse filme como uma adaptação de Heart of Darkness adicionalmente aprecia que o tema é um reflexo não só da política de uma nação, mas da sensibilidade ocidental como um todo."
Posteriormente, ao ser perguntado por suas influências e inspirações cinematográficas para o filme, o diretor citou algumas produções, incluindo Aguirre, der Zorn Gottes (1972), de Werner Herzog, com seu estilo visual e elementos de narrativa como "influências muito fortes". Também citou o drama clássico King Kong, de 1933, filme que ele assistiu quando tinha cinco anos e o declarou como uma fonte para a fortaleza cambojiana de Kurtz.

### Kurtz

Marlon Brando como Coronel Walter E. Kurtz, a quem Willard deve matar. Brando chegou obeso no set de filmagens e brigou com Coppola, recusando-se a ler o roteiro. Após alguns dias ele supostamente leu a obra, raspou sua cabeça e decidiu fazer as gravações.

A interpretação do cineasta do personagem Kurtz é frequentemente especulada por ter sido modelada como uma inspiração de Tony Poe, um oficial paramilitar altamente condecorado da Divisão de Atividades Especiais da CIA na época da guerra do Vietnã. Suas ações no Vietnã e na 'Guerra Secreta' no vizinho Laos, em particular seus métodos altamente não ortodoxos e, muitas vezes, selvagens de travar a guerra, mostram muitas semelhanças com as do personagem do filme; por exemplo, Poe era conhecido por soltar cabeças decepadas em aldeias controladas pelo inimigo como uma forma de guerra psicológica e usar os ouvidos humanos para gravar o número de inimigos que suas tropas indígenas tinham matado. Iria enviar estes ouvidos aos seus superiores como prova da eficácia de suas operações dentro do Laos. Coppola nega que Poe foi uma influência primária e diz que o personagem foi vagamente baseado no coronel das forças especiais Robert B. Rheault, cuja prisão em 1969 pelo assassinato do suspeito agente duplo Thai Khac Chuyen na cidade de Nha Trang gerou cobertura jornalística contemporânea substancial.
No filme, pouco antes do Coronel Kurtz morrer, ele recita parte do poema "The Hollow Men", de T. S. Eliot. O poema é precedido em edições impressas pela epígrafe "sinhô Kurtz – ele tá morto", uma citação da obra de Joseph Conrad. Dois livros são vistos abertos na mesa do Coronel no filme, From Ritual to Romance de Jessie Weston e The Golden Bough de Sir James Frazer, os dois livros que Eliot citou como as principais fontes e inspiração para seu poema "The Waste Land". A epígrafe original de "The Waste Land" foi essa passagem de Heart of Darkness, que termina com as palavras finais de Kurtz:
Será que ele vive sua vida de novo em cada detalhe do desejo, da tentação, e entrega durante esse momento supremo do conhecimento completo? Gritou num sussurro, para alguma imagem, alguma visão – gritou duas vezes, um grito que não era mais que uma respiração
 –"O horror! O horror!"
Antes de Brando começar a filmar suas partes, teve uma briga com o diretor sobre o roteiro, e as gravações entraram em um hiato de uma semana para que ele e Coppola pudessem resolver suas disputas criativas. Alega-se que alguém deixou o texto original de Conrad, que Coppola tinha repetidamente referido para o ator que nunca tinha o lido, na casa flutuante onde estava hospedado na época. O ator voltou a filmar com a cabeça raspada, querendo ser "Kurtz" mais uma vez; alegando que tudo estava claro agora que tinha lido a obra em que o roteiro se baseava. Fotografias de Brando no papel de Major Penderton, no filme Reflections in a Golden Eye (1967), foram usadas posteriormente pelos produtores de Apocalypse Now, já que precisavam de imagens do Coronel mais jovem para serem vistas no filme.

## Produção

### Desenvolvimento
O primeiro roteiro de Apocalypse Now foi escrito no final da década de 1960 pelo cineasta John Milius. Enquanto trabalhava como assistente para Francis Ford Coppola no filme The Rain People, George Lucas e Steven Spielberg encorajaram Milius a escrever um filme sobre a guerra do Vietnã. Millius teve a ideia de misturar a novela Heart of Darkness, de Joseph Conrad, uma exploração alegórica dos lugares psíquicos mais sombrios do homem, com a guerra que estava acontecendo no sudeste da Ásia. Ele havia lido o romance quando era um adolescente e foi lembrado sobre isso por um de seus professores de faculdade que tinha mencionado as várias tentativas infrutíferas em adaptá-lo em um filme. O cineasta Carroll Ballard afirmou que Apocalypse Now foi ideia dele, em 1967, antes de Milius ter escrito o seu roteiro. Ballard tinha um acordo com o produtor Joel Landon e eles tentaram obter os direitos do livro de Conrad, mas não tiveram sucesso. Lucas adquiriu os direitos, mas não conseguiu dizer a Ballard e Landon. De acordo com o contribuidor do Film Comment Brooks Riley, "Milius formou um roteiro que foi elaborado em termos gerais após o trabalho de Conrad, mas que incorporou muitas referências a seus próprios interesses." Coppola estava interessado no projeto mesmo em sua conjuntura inicial, mas mais tarde relatou ao entrevistador Greil Marcus da Rolling Stone que o roteiro original de Milius, embora incluindo várias cenas e personagens que apareceriam na versão final do filme, descrevia em última analise uma "tirinha cômica da Guerra do Vietnã".
Copolla deu a Milius 15 mil dólares para escrever o roteiro com uma promessa de adicionais 10 mil se recebesse sinal verde. Milius disse que escreveu o roteiro em 1969 e que originalmente foi chamado de The Psychedelic Soldier. Ele queria usar a história de Conrad como "uma espécie de alegoria. Teria sido simples demais seguir o livro completamente". Baseou os personagens Williard e um pouco de Kurtz em um amigo, Fred Rexer, que havia vivenciado a cena citada pelo personagem de Brando onde os braços dos habitantes das vilas eram decepadas pelos Vietcongues. Kurtz foi baseado em Robert B. Rheault, chefe das forças especiais no Vietnã.
Em um ponto, Coppola disse a Milius, "Faça todas as cenas que você sempre quis fazer nesse filme", e ele escreveu dez rascunhos, totalizando mais de mil páginas. Milius mudou o título do filme para Apocalypse Now, após ter sido inspirado por um famoso emblema de botão com hippies na década de 1960 que diziam "Nirvana Now". Também foi influenciado por um artigo escrito de Michael Herr, intitulado "The Battle for Khe Sanh", que se refere a drogas, rock 'n' roll, e pessoas chamando ataques aéreos para si mesmas. Ele também foi inspirado por filmes como Dr. Strangelove or: How I Learned to Stop Worrying and Love the Bomb (1964), de Stanley Kubrick.
Milius disse que a frase clássica "Charlie não surfa" foi inspirada por um comentário que Ariel Sharon fez durante a Guerra dos Seis Dias, quando foi fazer mergulho livre depois de capturar o território inimigo e anunciar "Estamos comendo seu peixe". Também disse que a frase "Adoro o cheiro de napalm de manhã" só veio a ele. O roteirista não tinha vontade de dirigir o próprio filme e acreditava que Lucas era a pessoa certa para o trabalho. Ele trabalhou com Milius por quatro anos no desenvolvimento do filme, ao lado de seu trabalho em outras produções, incluindo a versão de seu roteiro em Star Wars. Originalmente abordou Apocalypse Now como uma comédia de humor negro, e estava destinado a fazê-lo depois de produzir THX 1138, com as filmagens começando em 1971. Gary Kurtz, amigo e produtor de Lucas, viajou para as Filipinas observando locais adequados. Pretendiam fazer as filmagens em ambos os campos de arroz entre as cidades de Stockton e Sacramento, Califórnia e em locações no Vietnã, com um orçamento de 2 milhões de dólares e estilo cinéma vérité, usando câmeras 16 mm, e soldados reais, enquanto a guerra ainda estava acontecendo. No entanto, por questões de segurança dos estúdios e o envolvimento do possível diretor com American Graffiti e Star Wars, Lucas decidiu arquivar o projeto para o futuro.

### Pré-produção

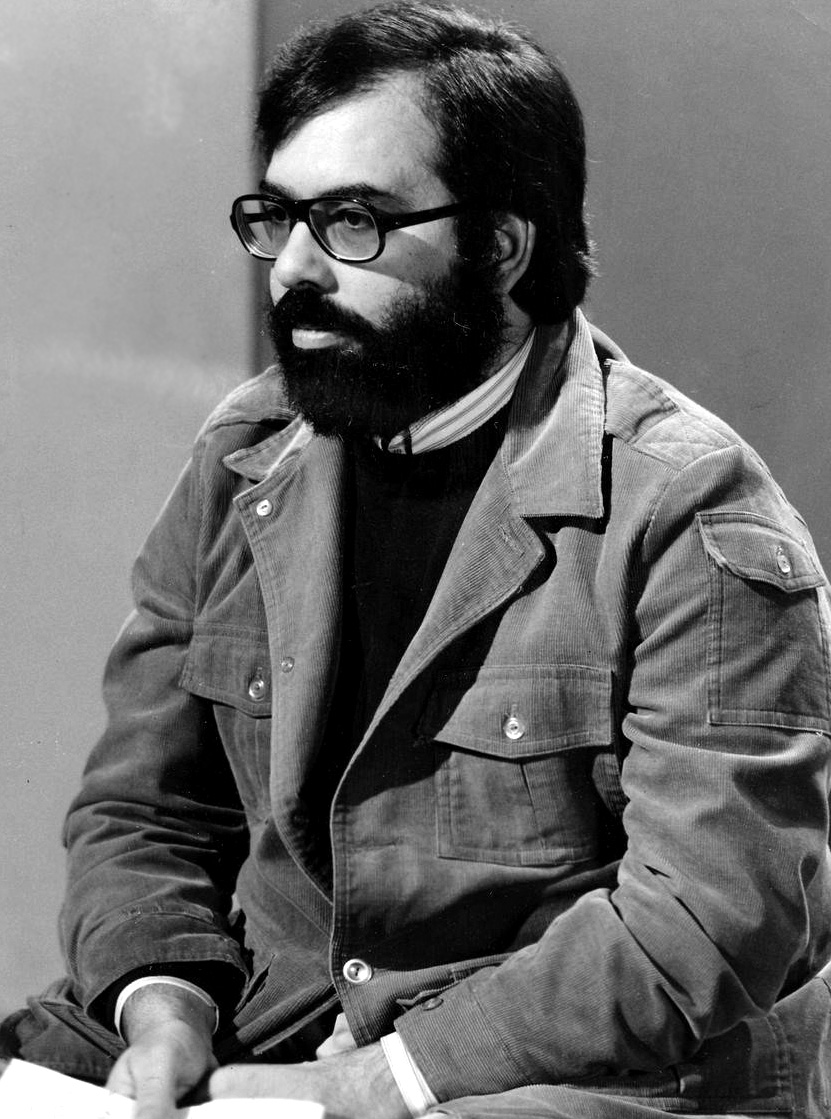
Francis Ford Coppola dirigiu e produziu o filme.

Preocupado com outros projetos e com sua empresa de cinema iniciante Omni Zoetrope, Coppola não dedicou muita atenção ao roteiro por muitos anos. Ele não começou a trabalhar na história com seriedade até meados de 1970, mas finalmente foi atraído pelo roteiro de Milius, que o descreveu como "uma comédia e uma história de horror psicológico aterrorizante". Na primavera de 1974, o cineasta discutiu com seus amigos e colegas coprodutores Fred Roos e Gray Frederickson a ideia de produzir o filme. Perguntou a Lucas e depois Milius se gostariam de dirigir o filme, mas os dois estavam envolvidos com outros projetos; no caso de Lucas, ele recebeu o sinal verde para fazer Star Wars, e recusou a oferta para dirigir Apocalypse Now. Coppola estava determinado a fazer o filme e prosseguiu com ele mesmo. Ele imaginou o filme como uma declaração definitiva sobre a natureza da guerra moderna, a diferença entre o bem e o mal, e o impacto da sociedade norte-americana sobre o resto do mundo. Disse que queria levar o público "a uma experiência sem precedentes de guerra e tê-los reagindo, tanto quanto aqueles que tinham ido pela guerra".
Em 1975, ao promover The Godfather: Part II na Austrália, Coppola e seus produtores olharam possíveis locais para Apocalypse Now em Cairns, no norte do Queensland, que tinha selvas que lembravam o Vietnã. O cineasta passou os últimos meses de 1975 revisando o roteiro de Milius e negociando com a United Artists para assegurar o financiamento da produção. De acordo com Frederickson, o orçamento foi estimado entre 12 e 14 milhões de dólares. A Omni Zoetrope conseguiu garantir 8 milhões de dólares de distribuidores fora dos Estados Unidos e 7,5 milhões em investimentos da United Artists, que assumiu que o filme iria estrelar Marlon Brando, Steve McQueen e Gene Hackman. Frederickson foi para as Filipinas e jantou com o presidente Ferdinando Marcos para formalizar o apoio à produção e permitir-lhes usar alguns dos equipamentos militares do país. No entanto, problemas começaram a aparecer quando o Departamento de Defesa dos Estados Unidos ficou horrorizado pelo roteiro e recusou-se a cooperar com a produção, e o diretor foi forçado a procurar em outro lugar o equipamento militar necessário e a assistência técnica que ele precisaria fazer o projeto. Ele finalmente decidiu fazer seu filme nas Filipinas para poder ter seu acesso a equipamentos americanos e mão de obra barata. O coordenador de produção Fred Roos já tinha feito dois filmes de baixo orçamento lá para Monte Hellman, e tinha amigos e contatos no país.

### Escolha do elenco
Steve McQueen foi a primeira escolha de Coppola para atuar Willard, mas o ator não aceitou porque não queria deixar a América por 17 semanas. O papel também foi oferecido a Al Pacino, mas ele também não queria estar longe por tanto tempo e estava com medo de adoecer na selva, como aconteceu na República Dominicana durante as filmagens de The Godfather: Part II. Jack Nicholson, Robert Redford e James Caan foram abordados para atuar tanto como Kurtz ou Willard.
Coppola e Roos tinham ficado impressionados com o teste de Martin Sheen para o papel de Michael Corleone em The Godfather e ele se tornou sua melhor escolha para atuar Willard, mas o ator já havia aceitado outro projeto e Harvey Keitel foi escalado para o papel com base em seu trabalho em Mean Streets, de Martin Scorsese. A filmagem começou três semanas depois. Dentro de alguns dias, Coppola estava descontente com as tomadas de Harvey Keitel no papel do Capitão, dizendo que o ator "achou difícil interpretá-lo como um espectador passivo". Depois de ver as primeiras cenas, o diretor pegou um avião de volta para Los Angeles e substituiu Keitel por Sheen. No início de 1976, Coppola tinha persuadido Marlon Brando a atuar como o Coronel por um enorme pagamento de 3,5 milhões de dólares pelo trabalho de um mês no local, em setembro de 1976. Dennis Hopper foi introduzido como uma espécie de companheiro das Forças Especiais do Exército para Kurtz e quando Coppola o ouviu falar sem parar no local, ele se lembrou de colocar "as câmeras e camisa Montagnard nele, e nós filmamos a cena em que ele os recebe no barco". James Caan foi a primeira escolha para atuar o Coronel Lucas. Caan queria muito dinheiro para o que era considerado um papel menor no filme. Harrison Ford foi finalmente introduzido no papel do personagem.

### Filmagens
Em 1º de março de 1976, Coppola e sua família viajaram para Manila e lá alugaram uma casa grande para as filmagens de cinco meses. Equipamentos de som e fotografia tinham vindo da Califórnia desde o final de 1975. Problemas surgiram novamente quando Marcos e sua força aérea começaram a cobrar de Coppola uma fortuna pelo aluguel de helicópteros, mas ao mesmo tempo os generais pareciam considerar o filme "um programa gratuito de treinamento de pilotos", escreveu Michael Goodwin e Naomi Wise em On the Edge: The Life and Times of Francis Coppola. Eles enviaram um grupo diferente de aviadores novatos todos os dias, então os ensaios de voo do dia anterior eram inúteis; milhares de dólares foram perdidos. "Para piorar as coisas, os generais da Força Aérea das Filipinas tiveram o hábito de aparecer em meio a um séquito de senhoras em vestidos de verão, sentar-se na cadeira do diretor, assistir ao show e, geralmente, entrar no caminho." O suborno das autoridades filipinas logo tornou-se algo comum. Outros aspectos da produção também eram a inquietação. Coppola rapidamente reconheceu que os custos de efeitos especiais e as despesas diversas associadas à produção maciça podiam elevar o preço total do filme muito superior ao previsto.
O tufão Olga destruiu os conjuntos em Iba e em 26 de maio de 1976, a produção foi interrompida. Dean Tavoularis lembra que "começou a chover cada vez mais e mais até que finalmente tudo ficou literalmente branco, e todas as árvores foram torcidas em quarenta e cinco graus". Uma parte do grupo ficou presa em um hotel e os outros ficaram em pequenas casas que estavam imobilizadas pela tempestade. O cenário das Coelhinhas da Playboy tinha sido destruído, arruinando as filmagens que tinham sido programadas em um mês. A maior parte do elenco e equipe voltou para os Estados Unidos por seis a oito semanas. Tavoularis e sua equipe ficaram para explorar novos locais e reconstruir o cenário das Coelhinhas em um lugar diferente. Além disso, a produção teve seguranças vigiando constantemente durante a noite e um dia toda a folha de pagamento tinha sido roubada. De acordo com a esposa de Coppola, Eleanor, o filme tinha seis semanas de atraso e 2 milhões de dólares acima do orçamento. Coppola voou de volta para os Estados Unidos em junho de 1976. Ele leu um livro sobre Gengis Khan para lidar melhor com o caráter de Kurtz. Após as filmagens começarem, Marlon Brando chegou em Manila muito acima do peso e começou a trabalhar com Coppola para reescrever o final. O diretor minimizou o peso do ator vestindo-o de preto, fotografando apenas seu rosto, e tendo um outro ator mais alto para ele em uma tentativa de retratar Kurtz como um personagem quase mítico.
Depois do Natal de 1976, Coppola viu uma montagem grosseira das filmagens, mas ainda precisava improvisar um final. Voltou para as Filipinas no início de 1977 e retomou as gravações. Em 5 de março de 1977, Sheen teve um ataque cardíaco e se esforçou para caminhar por mais de 400 metros atrás de ajuda médica. Ele estava de volta ao set de filmagens em 19 de abril. Uma grande sequência em uma plantação francesa custou centenas de milhares de dólares, mas no final foi cortada do filme. Começaram a circular rumores de que Apocalypse Now tinha vários finais, mas Richard Beggs, que trabalhou nos efeitos sonoros, disse: "Nunca houve cinco finais, apenas um, mesmo que houvesse versões editadas de forma diferente". Esses rumores vieram de Coppola se distanciando com frequência do roteiro original. O cineasta admitiu que não tinha fim, porque Brando estava gordo demais para atuar as cenas como escrito no roteiro original. Com a ajuda de Dennis Jakob, o diretor decidiu que o final poderia ser "o mito clássico do assassino que se levanta do rio, mata o rei, e, em seguida, se torna o rei —  é o Rei Pescador, de The Golden Bough".
Um búfalo-asiático foi abatido com facões na cena do clímax. A cena foi inspirada por um ritual realizado por uma tribo Ifugao local que Coppola tinha assistido junto com sua esposa (que filmou o ritual mais tarde mostrado no documentário Hearts of Darkness) e a equipe de filmagem. Embora se tratasse de uma produção americana sujeita às leis americanas de crueldade contra animais, cenas como essa filmada nas Filipinas não foram policiadas ou monitoradas e a American Humane Association deu ao filme uma classificação "inaceitável". As filmagens terminaram em 21 de maio de 1977.

### Pós-produção
De cordo com Peter Tonguette, a equipe de Coppola chegou a São Francisco em agosto de 1977 com cerca de 236 horas de trabalho filmado. Walter Murch foi contratado como editor de som e se juntou ao grupo de editores de imagens, que incluía Richard Marks, Gerald B. Greenberg e Dennis Jakob. Marks e Greenberg já estavam no filme há cerca de oito meses; mais tarde, Greenberg e Jakob partiram, e Lisa Fruchtman se juntaria à equipe. Murch disse que o diretor imaginou um filme que começa de forma convencional e gradualmente se torna "mais surreal". O compositor japonês Isao Tomita foi contratado para fornecer a trilha sonora original, com o diretor pedindo elementos sonoros semelhantes a sua adaptação eletrônica em The Planets, de Gustav Holst. Tomita chegou a acompanhar a equipe de filmagens nas Filipinas, mas os contratos das gravadoras, finalmente, impediram sua participação. No verão de 1977, Coppola disse a Murch que ele tinha quatro meses para montar a trilha sonora. Ele percebeu que o roteiro tinha sido narrado, mas Coppola abandonou a ideia durante as filmagens. Murch acreditava que tinha uma maneira de montar o filme sem narração, mas levaria 10 meses e decidiu fazer uma outra tentativa. Ele o colocou de volta, gravando tudo sozinho. Até setembro, Coppola disse à esposa que acreditava que "tem apenas cerca de 20% de chance que [eu] possa acabar com o filme". Ele convenceu os executivos da United Artists a atrasar a estreia de maio para outubro de 1978. O autor Michael Herr recebeu um telefonema da Omni Zoetrope, em janeiro de 1978 e foi convidado a trabalhar na narrativa do filme se baseado em seu livro bem-recebido sobre o Vietnã, Dispatches. Herr disse que a narrativa já escrita era "totalmente inútil" e passou um ano escrevendo várias argumentos com Coppola lhe dando orientações muito definidas.

Francis queria que os sons fossem precisos, em estéreo de alta fidelidade, e quando alguém disparasse um AK-47, deveria ser um AK-47 com balas reais nele. Nós conseguimos apanhar essas armas e munições, e fomos para um local remoto onde poderíamos gravar e fazer gravações originais com todas as perspectivas certas.

Walter Murch relatando sobre o processo de construção do som do filme
Murch teve problemas ao tentar fazer uma trilha sonora estéreo para Apocalypse Now porque bibliotecas de som não tinham gravações em estéreo de armas. O material de som trazido de volta das Filipinas era inadequado, pois a pequena equipe local não tinha o tempo e recursos para gravar sons da selva e ruídos ambientais. Murch e sua equipe criaram o clima da selva na trilha sonora. Apocalypse Now recebeu técnicas novas de som para um filme, já que o editor de som insistiu em gravar o mais atualizado tiroteio e empregou o sistema Dolby Stereo de 70 milímetros e Seis Faixas para o lançamento da película de 70 milímetros. Este utilizou dois canais de som de trás da plateia, assim como três canais de som de trás da tela do filme. A versão da película de 35 milímetros usou o novo sistema de som Dolby Stereo óptico, que tem um único canal de som surround e três canais de tela.
Em maio de 1978, Coppola adiou seu lançamento até a primavera de 1979 e exibiu um "trabalho em andamento" para 900 pessoas em abril de 1979, que não foi bem recebido. Nesse mesmo ano, foi convidado para mostrar Apocalypse Now no Festival de Cannes. A United Artists não estava interessada em mostrar uma versão inacabada na frente de tantos membros da imprensa, mas Coppola lembrou que The Conversation ganhou a Palma de Ouro e concordaram, menos de um mês antes do início do festival, em mostrar o filme no evento. Em 14 de maio, Rona Barrett reviu o filme na televisão e o chamou de "um fracasso decepcionante". Em Cannes, técnicos da Zoetrope trabalharam durante a noite antes da exibição instalando alto-falantes adicionais nas paredes do teatro, para atingir sua trilha sonora de som surround 5.1. Ao todo, a jornada de Murch durou quase dois anos, com sua responsabilidade de edição eventualmente abrangendo a primeira metade do filme até a cena do massacre na sampana. Em 15 de agosto daquele ano, Apocalypse Now foi lançado nos Estados Unidos em 15 salas equipadas para exibir o primeiro filme Dolby Stereo de 70 milímetros com som surround estéreo.

### Música
A trilha sonora do filme foi composta pelo diretor e seu pai, Carmine Coppola, e editada por Walter Murch. Apenas três canções reais aparecem no disco: "The End", do The Doors, "Susie Q", interpretada pelo Flash Cadillac, e Cavalgada das Valquírias, de Richard Wagner. O álbum possuí 17 faixas e foi lançado junto ao filme em 1979.

## Outras versões

### Finais alternativos e variados
A versão original da película de 70 milímetros termina com o barco de Willard ao lado de uma estátua de pedra, em seguida a tela escurece sem os créditos atribuídos, salvo a nota "Copyright 1979 Omni Zoetrope" logo após o filme termina. Isso reflete a falta de seu título na abertura e supostamente decorre a intenção original de Coppola de "percorrer" o filme, como seria em uma peça de teatro: os créditos teriam aparecido em programas impressos fornecidos antes da exibição começar. Tem havido, até à data, muitas variações na sequência dos créditos finais, começando com a versão geral de lançamento da película de 35 milímetros, onde o diretor mostra os créditos sobrepostos a imagens da base de Kurtz explodindo.
Coppola explicou que havia gravado a metragem hoje icônica durante a demolição dos conjuntos (a destruição dos sets e o pedido de remoção exigido pelo governo filipino). Filmou a demolição com múltiplas câmeras equipadas com os estoques diferentes de filme e lentes para capturar as explosões em diferentes velocidades. Queria fazer algo com as imagens dramáticas e decidiu adicioná-las aos créditos.

### Versão preliminar eApocalypse Now Redux
Em 2001, Coppola lançou Apocalypse Now Redux nos cinemas e, posteriormente, em DVD. Esta é uma versão estendida, que restaura 49 minutos de cenas cortadas do filme original. O diretor continuou a circular a versão original, assim como: as duas versões são empacotadas juntas no DVD Complete Dossier, lançado em 15 de agosto de 2006 e na edição Blu-ray lançada em 19 de outubro de 2010.
Uma suposta versão preliminar feita durante o processo de edição com 289 minutos circula como um vídeo pirata, contendo material extra não incluído em qualquer versão teatral original ou a versão Redux do filme. A cópia original da produção possuí 153 minutos de duração[carece de fontes?] e a versão Redux 202 minutos. Existem faltas de provas tangíveis se essa versão de 289 minutos extras realmente existe. Apesar de haver uma longa procura por tais gravações, colecionadores de filmes há anos buscam as cenas do suposto vídeos.

## Lançamento e recepção

### Festival de Cannes de 1979

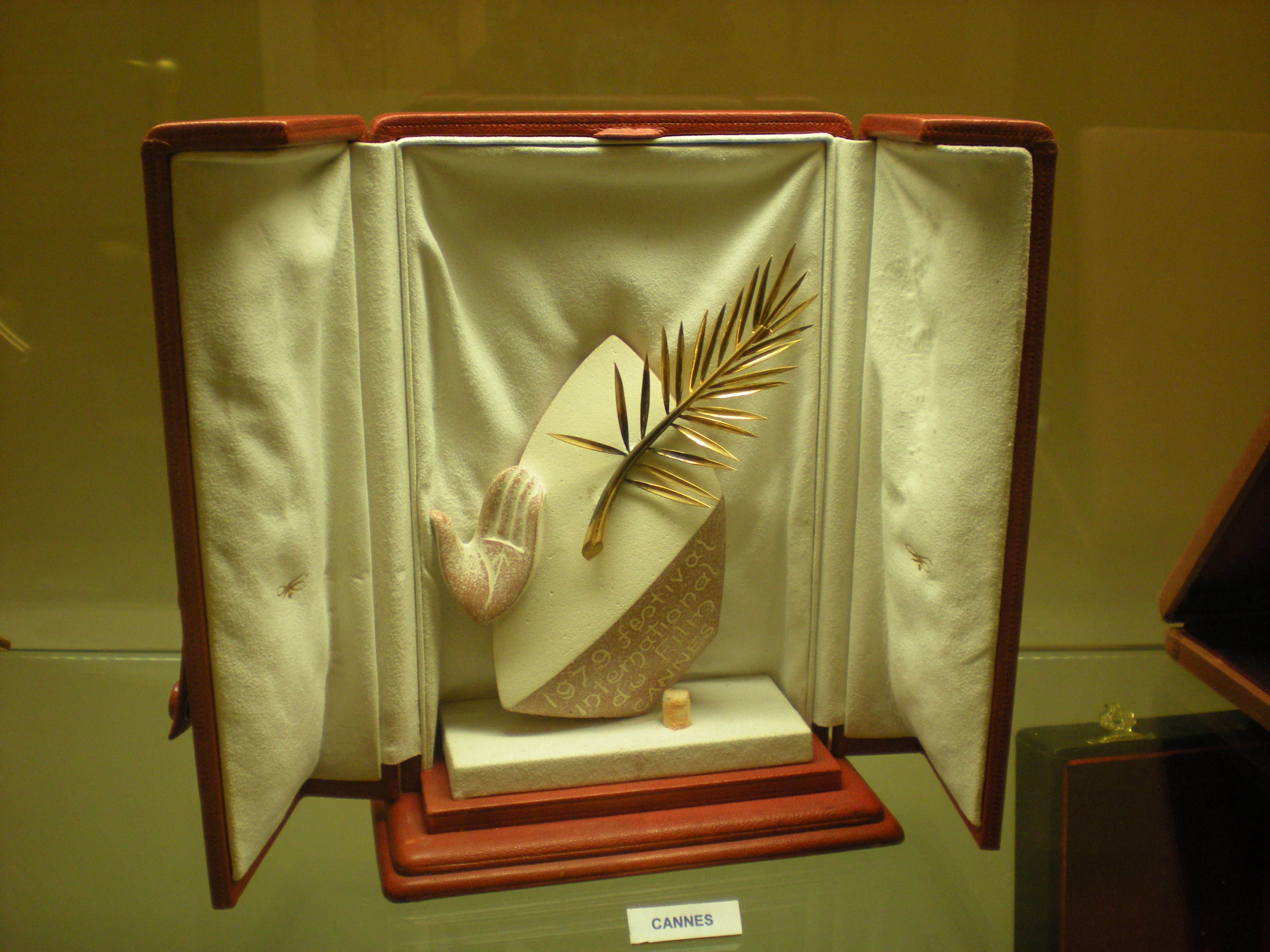
Palma de Ouro atribuída a Apocalypse Now, no Festival de Cannes de 1979.

Uma versão de três horas de Apocalypse Now foi exibida como um "trabalho em progresso" no Festival de Cannes de 1979 e reuniu-se com aplausos prolongados. O filme ainda estava inacabado e em uma competição internacional, o diretor estava lutando para decidir o fim que ele queria dar à produção, mas ainda estava determinado em mostrá-lo. Na conferência de imprensa posterior, Coppola criticou a mídia por atacá-lo junto a produção durante seus problemas de filmagem nas Filipinas e a pronunciou sua famosa frase, "Tivemos acesso a muito dinheiro, muito equipamento, e pouco a pouco ficamos insanos", e "Meu filme não é sobre o Vietnã, é o Vietnã". Também o defendeu como o "primeiro filme surrealista de 30 milhões de dólares" já feito, enquanto aludindo às dificuldades agora famosas associadas com sua produção. O cineasta perturbou o crítico do jornal Rex Reed que supostamente saiu da conferência. Apocalypse Now ganhou a Palma de Ouro de melhor filme juntamente com Die Blechtrommel de Volker Schlöndorff — uma decisão que teria sido recebida com "algumas vaias e zombarias do público".

### Bilheteria
Apocalypse Now teve um bom desempenho nas bilheterias quando foi lançado em agosto de 1979. O filme foi aberto inicialmente em um teatro em Nova Iorque, Toronto, e Hollywood, arrecadando 322 489 dólares americanos nos primeiros cinco dias. Foi rodado exclusivamente nestes três locais durante quatro semanas antes da abertura em um adicional de 12 salas de cinemas em 3 de outubro de 1979 e, em seguida, várias centenas de semanas seguintes. O filme arrecadou mais de 78 milhões dólares americanos no mercado interno, com um total mundial de 83 471 511 dólares fazendo dele a quarta maior bilheteria dos cinemas internacionais naquele ano, embora existam fontes que citam uma bilheteria de cerca de 150 milhões de dólares. Foi relançado em 28 de agosto de 1987, em seis cidades para capitalizar o sucesso de Platoon de Stone, Full Metal Jacket de Kubrick, e outros filmes sobre a guerra do Vietnã. Novas cópias de 70 milímetros foram rodadas em Los Angeles, São Francisco, San Jose, Seattle, St. Louis, e Cincinnati — cidades onde o filme foi bem-sucedido financeiramente, em 1979. Foi lhe dado o mesmo tipo de lançamento, como a contratação exclusiva em 1979 sem logotipo ou créditos e as audiências receberam um programa impresso.

### Resposta da crítica
Apocalypse Now permanece como uma das obras mais controversas já realizadas sobre o Vietnã em qualquer meio. Alguns membros da comunidade crítica elogiaram sua extravagância quando lançado, chamando-o de uma obra-prima e seu criador um visionário. Mas muitos outros críticos, embora impressionados com certos aspectos do filme — como sua cinematografia, as performances ou a ambição pura de Coppola —, ofereceram análises mais profundas. Em sua análise original, Roger Ebert escreveu: "Apocalypse Now atinge a grandeza não analisando nossa 'experiência no Vietnã', mas recriando, em caracteres e imagens, algo dessa experiência." Ebert ainda adicionou o filme de Coppola em sua lista de Grandes Filmes, afirmando: "Apocalypse Now é o melhor filme do Vietnã, um dos maiores de todos os filmes, porque ele nos empurra, além dos outros, aos lugares escuros da alma. Não é tanto sobre a guerra, mas sim como a guerra revela verdades que ficaríamos mais felizes em nunca descobrir." Em sua revisão para o Los Angeles Times, Charles Champlin escreveu, "em um uso nobre do meio e como uma expressão incansável da angústia nacional, ele paira por tudo o que foi tentado por um cineasta americano em muito tempo". O crítico e historiador Derek Malcolm, do britânico London Evening Standard, escreveu em sua matéria que "é um dos melhores filmes de guerra já feitos", mas acrescentou que "isto não significa que o filme não é falho [...] a representação da guerra do Vietnã parece menos do que precisa com mais retrospecto". Em uma crítica da época, Dale Pollock, escrevendo para a Variety em 1979 elogiou o diretor dizendo que "aqui [ele] reafirma sua estatura como grande cineasta", e acrescentou que "Apocalypse Now leva o cinema realista a um novo extremo — Coppola praticamente cria a Terceira Guerra Mundial na tela". Em revisões e analises mais posteriores o filme continua a receber ampla aclamação crítica. Anthony Quinn, escrevendo para o jornal britânico The Independent em 2011, deu ao filme 5 estrelas de classificação e elogiou tanto elenco como a direção.
Segundo Kevin e Laurie Collier Hillstrom, "a premissa central do filme — de que o Vietnã era um tipo de manicômio surrealista — foi tópico de intensos debates." Alguns críticos e veteranos discutiram que Coppola tinha feito um excelente trabalho em transmitir as ambiguidades morais e as qualidades alucinantes da guerra do Vietnã. Defensores dessa visão afirmam que mesmo as cenas mais fantásticas simbolizavam com precisão certas verdades sobre a discussão intelectual e ética das forças armadas dos Estados Unidos naquele país. Outros comentários, entretanto, foram menos positivos, ressentindo a representação da guerra por Coppola. Robert Hatch escreveu na Nation que "no coração de Apocalypse Now [temos] uma afirmação de que a guerra era um enorme circo, com palhaços, acrobatas, comedores de fogo e uma grande estátua de bronze." Escrevendo para a Atlantic, Ward Just, embora reconhecendo que "um tipo especial de loucura prevaleceu [no Vietnã], particularmente no final", escreveu apenas que "em todos os aspectos importantes a Guerra do Vietnã era como qualquer outra guerra ... Nada na minha leitura ou experiência indica que a loucura era particular no Vietnã ... Apocalypse Now é um desenho, indiscutivelmente a animação mais maravilhosamente fotografada na história do cinema, mas ainda uma animação." Frank Rich da Time escreveu: "Embora grande parte da filmagem é de tirar o fôlego, Apocalypse Now é emocionalmente obtuso e intelectualmente vazio. Não é um relato épico de uma guerra extenuante mas um monumento incongruente e extravagante à autoderrota artística."
Vários analistas têm debatido se Apocalypse Now é um filme antiguerra ou pró-guerra. Evidências da mensagem antiguerra de alguns comentaristas incluem a brutalidade sem propósito da guerra, a ausência de liderança militar, e as imagens de máquinas destruindo a natureza. Os defensores de sua postura pró-guerra, no entanto, veem esses mesmos elementos como uma glorificação da guerra e a afirmação da supremacia americana. De acordo com Frank Tomasulo, "os Estados Unidos impingem a sua cultura no Vietnã", incluindo a destruição de uma vila para que soldados posam surfar, afirmam a mensagem pró-guerra da produção. Além disso, um fuzileiro naval chamado Anthony Swofford contou como seu pelotão assistia Apocalypse Now antes de ser enviado ao Iraque em 1990, a fim de ficar animado para a guerra. De acordo com Coppola, o filme pode ser considerado antiguerra, mas é ainda mais antimentira: "... o fato de que a cultura pode mentir sobre o que realmente está acontecendo na guerra, que as pessoas estão sendo brutalizadas, torturadas, mutiladas e mortas, e de alguma forma apresentar isso como moral é o que me horroriza, e perpetua a possibilidade da guerra".
Em maio de 2011, uma cópia digital recentemente restaurada de Apocalypse Now foi lançada nas salas de cinemas do Reino Unido, distribuído pela Optimum Releasing. A revista Total Film deu ao filme uma avaliação de cinco estrelas, afirmando: "Esta é a montagem original e não a do ‘Redux’ de 2001 (com o chocante interlúdio da fazenda francesa, desaparecido), digitalmente restaurada a tal patamar que você pode, de fato, ficar com o nariz cheio de napalm". O site agregador de resenhas Rotten Tomatoes classificou o filme com 99% de aprovação da crítica especializada, com uma pontuação média de 8,9/10 comentários. O consenso do site afirma que a "assustadora e alucinatória guerra épica do Vietnã, de Francis Ford Coppola, é o cinema no seu mais audacioso e visionário". Em uma análise do DVD do filme em 2001, Metacritic, outro site agregador de resenhas críticas deu ao filme uma pontuação de 90/100, baseado nos escritos de 29 críticos, indicando "aclamação universal".

### Legado e cultura popular
Hoje o filme é considerado por muitos como uma obra-prima da era Nova Hollywood, e é frequentemente citado como um dos maiores filmes de todos os tempos. Roger Ebert considerou ser o melhor filme sobre a guerra do Vietnã e o incluiu em sua lista na pesquisa da Sight & Sound, em 2002, dos maiores filmes de todos os tempos. Na lista dos 100 melhores filmes norte-americanos segundo o American Film Institute (AFI) foi classificado na 28ª posição, mas caiu duas posições, para o 30º lugar na edição do 10º aniversário da lista. A citação de Kilgore, "Adoro o cheiro de napalm de manhã", escrita por Milius, foi classificada como a 12ª maior frase do cinema pela lista 100 Years...100 Movie Quotes da AFI, e também foi eleito o melhor monólogo da história do cinema por um grupo de fãs em uma pesquisa publicada pela BBC, em 2004. A votação foi realizada pela Blockbuster, na Grã-Bretanha, entre 6.5 mil candidatos. Está listado na 7ª posição na lista dos 500 melhores filmes de todos os tempos da revista Empire, publicada em 2008. O Entertainment Weekly classificou Apocalypse Now como tendo uma das "10 Melhores Cenas de Surfe" do cinema.
Em 1981, logo após a introdução da lei marcial na Polônia, o fotógrafo anglo-polonês Chris Niedenthal tirou uma foto icônica apresentando um carro de combate SKOT APC na frente do Moscow Cinema (Kino Moskwa) com um pôster do filme que esteva em cartaz desde o inverno daquele ano atrás. Após ser publicada a fotografia se tornou mundialmente famosa.
Em 2002, a revista Sight & Sound entrevistou vários críticos para nomear o melhor filme dos últimos 25 anos e Apocalypse Now foi classificado em primeiro lugar. Também foi classificado como o segundo melhor filme de guerra pelos telespectadores do Channel 4 em sua lista dos 100 Grandes Filmes de Guerra e foi o segundo colocado na lista dos melhores filmes de guerra de todos os tempos da Moviefone (depois de Schindler's List) e a lista de filmes de guerra do Internet Movie Database (depois de The Longest Day). Também foi classificado em primeiro lugar no programa de televisão 50 Filmes para Assistir Antes de Morrer do Channel 4. A cena do ataque dos helicópteros com a trilha sonora Cavalgada das Valquírias foi escolhida como a mais memorável de todos os tempos pela revista Empire (embora a mesma faixa tenha sido usada anteriormente em um efeito semelhante na partitura para acompanhar o filme mudo The Birth of a Nation, em 1915). Esta cena é lembrada em um dos últimos atos do jogo eletrônico Far Cry 3 (2012) como a canção é tocada enquanto o personagem atira de um helicóptero. Em 2009, o London Film Critics' Circle elegeu Apocalypse Now o melhor filme dos últimos 30 anos. Em agosto do mesmo ano, o chefe da Autoridade de Supervisão Financeira alemã disse ao Comitê de Finanças do Bundestag que o fracasso do "terrível" Depfa Bank, que foi completamente supervisionado por seu equivalente irlandês, levou ao colapso de sua matriz alemã que forçou Berlim a socorrê-lo por um custo de 102 bilhões de euros. A comissão foi informada de que a alternativa era uma corrida aos bancos alemães e o eventual colapso do sistema financeiro europeu e "Você teria acordado na segunda-feira de manhã no filme Apocalypse Now".
Em 2011, o ator Charlie Sheen, filho de Martin Sheen, começou a tocar clipes do filme em suas apresentações ao vivo e o transmitiu em sua totalidade durante as partes pós-show. Seu filme de comédia Hot Shots! Part Deux (1993) inclui uma breve cena em que Charlie está dentro de um barco em um rio no Iraque, durante uma missão de resgate e passa por Martin, que interpreta o Capitão Willard, indo para o outro lado. Quando eles passam, cada homem grita para o outro "eu te amei em Wall Street!", referindo-se ao filme de 1987 que tinha ambos no elenco. Além disso, o material promocional para Hot Shots! Part Deux incluiu um pseudodocumentário que foi ao ar na HBO intitulado Hearts of Hot Shots! Part Deux—A Filmmaker's Apology, uma paródia do documentário Hearts of Darkness: A Filmmaker's Apocalypse (1991), sobre a produção de Apocalypse Now.
Em um vilarejo remoto no Afeganistão, o oficial das Forças Especiais e major Jim Gant — que secretamente mantinha um caso com sua amante e repórter  Ann Scott Tyson — foi acusado de atividades "imorais e ilegais". Gant manteve Tyson escondida por um ano até chefes do exército descobrirem e obrigá-lo a se render. Após suas ações, foi comparado ao Coronel Kurtz pela imprensa depois de deixar a barba crescer e trocar seu uniforme pela roupa local. Gant foi despojado de suas honras das Forças Especiais, rebaixado ao posto de capitão e forçado a se aposentar mais cedo.

## Principais prêmios e nomeações
Oscar 1980 (EUA)
- Ganhou nas categorias de Melhor fotografia (Vittorio Storaro) e Melhor som (Walter Murch, Mark Berger, Richard Beggs e Nathan Boxer).
- Nomeado nas categorias de Melhor direção de arte, Melhor filme - drama, Melhor actor coadjuvante/secundário (Robert Duvall), Melhor realizador/diretor (Francis Ford Coppola) e Melhor edição (Lisa Fruchtman, Gerald B. Greenberg, Richard Marks e Walter Murch)

Festival de Cannes 1979 (França)
- Recebeu a Palma de Ouro e o Prêmio FIPRESCI.

Globo de Ouro 1980 (EUA)
- Ganhou nas categorias de Melhor realizador/diretor (Francis Ford Coppola), Melhor actor coadjuvante/secundário (Robert Duvall), Melhor argumento original (Carmine Coppola e Francis Ford Coppola)

Academia Japonesa de Cinema 1981 (Japão)
- Indicado na categoria de "Melhor filme estrangeiro".

BAFTA 1980 (Reino Unido)
- Venceu nas categorias de "Melhor direção" e "Melhor ator coadjuvante/secundário" (Robert Duvall).
- Indicado nas categorias de "Melhor ator" (Martin Sheen), "Melhor fotografia", "Melhor edição", "Melhor filme", "Melhor desenho de produção" e "Melhor trilha sonora".
- Indicado ao "Prêmio Anthony Asquith" para "Música de filme".

Grande Prêmio BR do Cinema Brasileiro 2002 (Brasil)
- Indicado na categoria de "Melhor filme estrangeiro".

Prêmio César 1980 (França)
- Indicado na categoria de "Melhor filme estrangeiro".

Prêmio David di Donatello 1980 (Itália)
- Venceu na categoria de "Melhor diretor - filme estrangeiro".